# Halvor Birch
Halvor Birch (Horsens, 1885. február 21. – Koppenhága, 1962. július 5.) olimpiai ezüst- és bronzérmes dán tornász.
Az 1906. évi nyári olimpiai játékokon indult tornában és csapat összetettben ezüstérmes lett. (Később ezt az olimpiát a Nemzetközi Olimpiai Bizottság nem hivatalosnak nyilvánította)
Az 1912. évi nyári olimpiai játékokon szintén, mint tornász indult és a csapat összetettben szabadon választott szerekkel bronzérmes lett.
Klubcsapata a HG volt.